# 任禮
任禮（1380年—1465年），字尚義，河南承宣布政使司彰德府臨漳縣（今河南省臨漳縣）人，明朝軍事將領，寧遠伯。
靖難之役中，其以燕山衛卒從朱棣起兵，積功至山東都指揮使。永樂二十年，擢都督僉事。之後跟隨明成祖北伐。明仁宗即位后，命掌廣西都司事。后改為遼東。明宣宗即位后，晉升爲都指揮同知，跟隨平定朱高煦叛亂，后跟隨征兀良哈。明英宗即位后，晋升為左都督。
正統元年，佩平羌將軍印，充左副總兵鎮甘肅，抵禦阿臺、朵兒只伯進犯。正統十四年，也先分道入寇，抵肅州，兩軍相戰。景泰年初，提督三千營，后以老致仕。不久，復起守備南京，入掌中軍都督府。成化初年去世，贈侯，謚僖武。